# 近藤雄一郎
近藤 雄一郎 (こんどう ゆういちろう 1962年 - ) は、日本の実業家。

## 人物
兵庫県出身。1986年同志社大学商学部卒業後、日興証券(現:SMBC日興証券)入社。
2010年執行役員、2018年常務執行役員、2019年専務執行役員。2020年代表取締役社長。2022年専務らが、東京地方検察庁特別捜査部に金融商品取引法違反で逮捕された事を受け、「深く反省している」と記者会見で謝罪を行った。副社長が逮捕され再び記者会見を行ったが、辞任は否定した。
同年10月28日に行われたSMBC日興証券の相場操縦事件の初公判で、金融商品取引法違反（相場操縦）罪に問われた法人としての同社を代表して出廷し、起訴内容を認めた。11月4日、近藤を半年間の無給とする社内処分が発表された。記者会見で近藤は「再建に道筋を付けたところで身を引き、けじめをつけたい」と述べた。